# Sampaio Corrêa (aeronave)

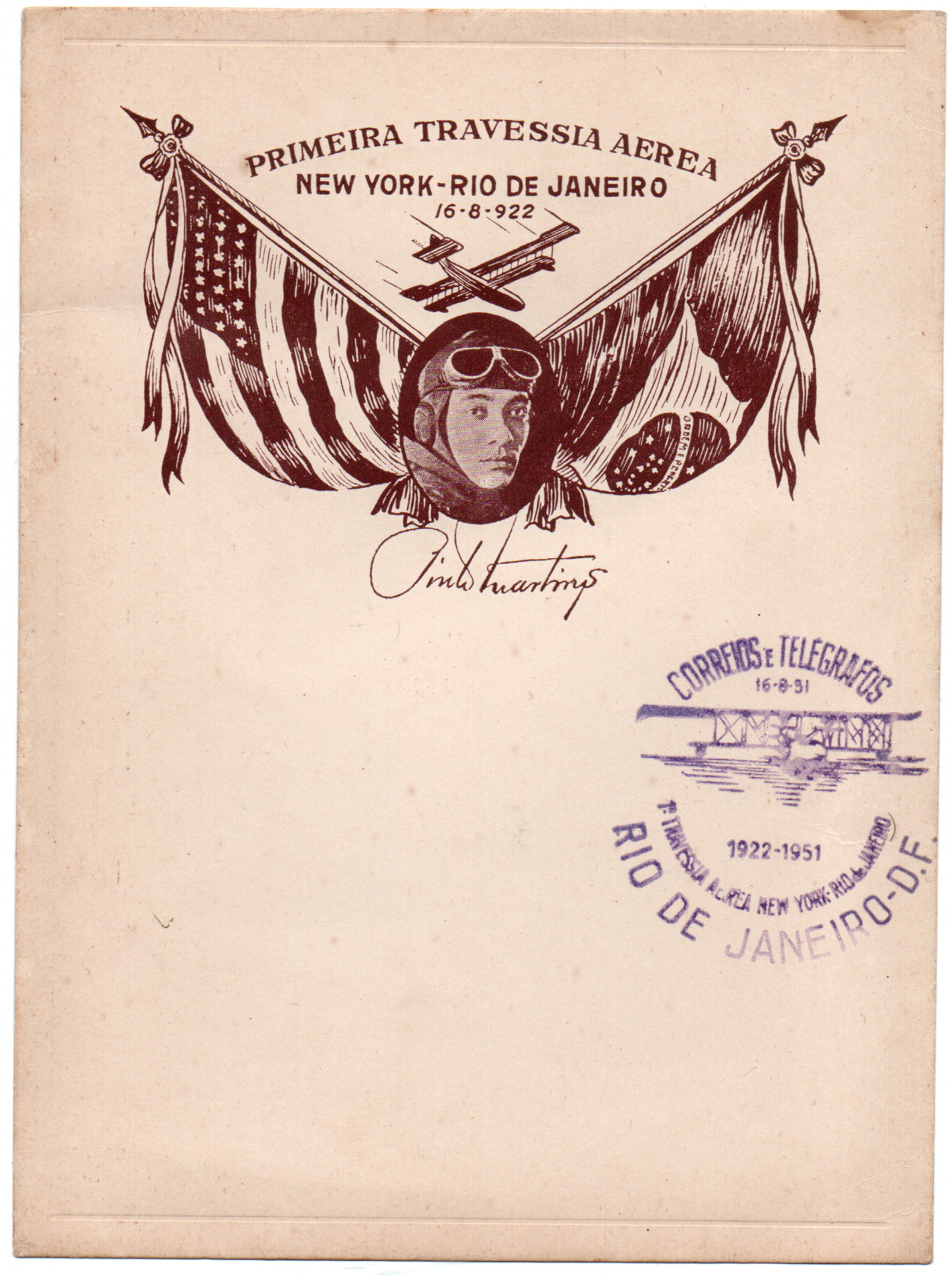
Cartão postal, de 1951, do Correio do Brasil alusivo ao feito aéreo

Sampaio Corrêa foi o nome de dois hidroaviões utilizados no primeiro voo entre as Américas do Norte e do Sul, conhecido como "Raid Nova York – Rio de Janeiro", realizado entre 4 de setembro de 1922 e 8 de fevereiro de 1923. O Sampaio Corrêa I fez o percurso entre Nova Iorque e a América Central, cabendo ao Sampaio Corrêa II o restante da viagem até o Rio.
O hidroavião que aterrizou na cidade de São Luís em dezembro de 1922 inspirou o nome do clube de futebol Sampaio Corrêa, fundado em março de 1923.

## Etimologia
O nome Sampaio Corrêa é uma homenagem ao presidente do Aeroclube do Rio de Janeiro à época, o senador José Matoso de Sampaio Correia, sugerida por Euclides Pinto Martins. O idealizador e tripulante da viagem havia trabalhado com o então engenheiro Sampaio Correia na antiga Inspetoria Federal de Obras Contra as Secas (IFOCS).

## Especificações
Sampaio Corrêa I
- Tipo: hidroavião, biplano.
- Modelo: Curtiss H-16.[Bibliografia 1]
- Motor: dois motores Liberty de 400 HP cada.
- Envergadura: 28 metros.
- Comprimento: 15 metros.[Bibliografia 2]
- Peso: 8 toneladas.
- Tempo de serviço: fabricado especificamente para o raid Nova York-Rio de Janeiro.

Sampaio Corrêa II
- Tipo: hidroavião, biplano.
- Modelo: Curtiss H-16.[Bibliografia 1]
- Motor: dois motores Liberty de 400 HP cada.
- Envergadura, comprimento e peso: "semelhante ao outro Curtiss acidentado".
- Tempo de serviço: 6 anos (prestados à Marinha dos Estados Unidos).[nota 1]

## História
Euclides Pinto Martins propôs a Walter Hinton, o piloto do primeiro voo transatlântico, realizar a primeira ligação aérea entre a América do Norte e a do Sul em comemoração ao centenário da Independência do Brasil. Proposta aceita, conseguiram o apoio financeiro do banqueiro Andrew Smith Jr. e o patrocínio do jornal New York World, que forneceu a aeronave, construída sob encomenda pela empresa Curtiss Aeroplane and Motor Company.
Rota prevista:
- Estados Unidos (América do Norte).
- Bahamas - Haiti - Porto Rico - Martinica - Trinidad e Tobago (América Central).
- Guiana - Suriname - Brasil (América do Sul).

Tripulação definida:
- Walter T. Hinton, piloto.
- Euclides Pinto Martins, copiloto.
- John Edward Wilshusen, engenheiro de voo.
- George Thomas Bye, jornalista do New York World.
- John Thomas Baltsell, cinegrafista da Pathé News.[sobre 1]

Sampaio Corrêa I
A partida de Nova York foi marcada para 16 de agosto de 1922, mas a descoberta de um pequeno dano na asa esquerda exigiu um adiamento. No dia seguinte, 17 de agosto, o Sampaio Corrêa decolou do Rio Hudson aplaudido por milhares de pessoas rumo ao sul. No mesmo dia uma forte tempestade o fez pousar em Nanten. Pela manhã seguiu para Southport (Carolina do Norte), onde chegou no dia 19. No dia 20, Charleston (Carolina do Sul), sem dificuldades. Seguindo viagem, outra tormenta o obrigou a descer em West Palm Beach (Flórida).
Na manhã seguinte saiu da América do Norte em direção a Nassau (Bahamas), onde passou a noite. Claro o dia 22, decolou rumo a Porto Príncipe, no Haiti. Por volta das 8 horas da noite foi surpreendido por uma borrasca que o fez perder altitude e cair no mar a leste de Cuba. A tripulação não se feriu, mas correram o risco de afogamento ou do ataque de tubarões. Conseguiram pedir socorro, sendo resgatados pelo USS Denver, da Marinha dos Estados Unidos. O Sampaio Corrêa não pôde ser salvo, e afundou no Atlântico.
Sampaio Corrêa II
Os aventureiros foram levados à Base Naval de Guantánamo, em Cuba. De lá contataram o New York World, que conseguiu com a Marinha outro avião para o prosseguimento da viagem. Seguiram então para a Base Naval de Pensacola, na Flórida, ao encontro do novo Curtiss H-16. Batizada de Sampaio Corrêa II em 4 de setembro de 1922, a aeronave partiu de São Petersburgo em direção ao Haiti, onde chegou no dia 7 de setembro. Em Porto Príncipe foram mais trinta dias esperando as peças de reposição vindas dos E.U.A. para reparar o sistema de refrigeração.
Em 7 de outubro o Sampaio partiu para passar a noite em São Domingos (República Dominicana). No outro dia seguiu para Porto Rico, depois Guadalupe, chegando à Martinica no dia 12. Enfrentando muitas dificuldades com as chuvas, pousou em Port of Spain (Trinidad e Tobago) três dias depois. Lá, mais um mês aguardando peças para novos reparos.
América do Sul
Finalmente partiu, em 21 de novembro, para Georgetown (Guiana). Continuou pelas capitais sul-americanas Paramaribo (Suriname), Caiena (Guiana Francesa), até entrar no Brasil e ser forçado por um temporal a pousar na foz do Rio Cunani (Amapá) no primeiro dia de dezembro, passando a noite entre os mosquitos.
Nova parada, ainda em território amapaense, na Ilha de Maracá. Depois, Belém e Bragança (Pará), onde o mau tempo o fez pousar no Rio Caeté. Mais três dias em terra. Em 14 de dezembro decolou para São Luís (Maranhão), onde ficou por cinco dias. Desceu em Camocim (Ceará), cidade natal do brasileiro, após quatro horas de viagem. Feitas as devidas celebrações, no dia seguinte continuou até Aracati. Depois da noite de repouso rumou para Natal (Rio Grande do Norte), amerissando no Rio Potengi pouco depois do meio-dia.
Nas primeiras luzes de 22 de dezembro partiu de Natal, sempre pelo litoral brasileiro. Percorridos pouco mais de 80 quilômetros um problema no motor esquerdo obrigou o pouso em Baía Formosa, na fronteira com o estado da Paraíba. A pane exigiu novas peças, que tiveram que ser adquiridas em Recife (Pernambuco). Somente no Dia de Natal o Sampaio Corrêa II pôde retomar seu caminho rumo à capital pernambucana.
Porém, um problema ainda mais grave em um dos motores forçou a descida na cidade de Cabedelo (Paraíba). A análise mostrou que o motor estava perdido para sempre, e a viagem não poderia prosseguir com apenas um deles funcionando. O que impediu o fim precoce da travessia foi a intervenção da Aviação Naval Brasileira, que providenciou um novo motor para o Sampaio Corrêa.
Novamente um bimotor, o avião partiu de Cabedelo e no mesmo dia 26 chegou em Recife. A estadia durou até 30 de janeiro, quando rumou para Maceió (Alagoas), e um dia depois, Salvador (Bahia). Em 4 de fevereiro partiu para Porto Seguro, onde foi reabastecido, e na manhã seguinte seguiu para Vitória (Espírito Santo). De lá voou para Cabo Frio (Rio de Janeiro), pousando na tarde do dia 7. Na manhã seguinte, decolou para o último trecho da rota prevista, amerissando na Baía de Guanabara no dia 8 de fevereiro de 1923, concluindo o Raid Nova York – Rio de Janeiro e recebendo as merecidas homenagens.
Foram percorridos 10.532 quilômetros em 175 dias de viagem, com cem horas e meia de voo.
O Sampaio Corrêa II foi doado à Aviação Naval Brasileira.

## Sobre
1. ↑  A Pathé News (1910-1970) foi uma famosa produtora britânica de documentários.[6]

## Leitura complementar
- Burns, Benjamin J. (2012). The Flying Firsts of Walter Hinton: from the 1919 Transatlantic Flight to the Arctic and the Amazon. McFarland, 5 de janeiro de 2012, 256 páginas.